# Valentin Rongier
Pour les articles homonymes, voir Rongier.
Valentin Rongier, né le 7 décembre 1994 à Mâcon (Saône-et-Loire), est un footballeur français qui évolue au poste de milieu de terrain au Stade rennais FC.

## Biographie

### Jeunesse et formation
Valentin Rongier naît à Mâcon (Saône-et-Loire), le 7 décembre 1994. Son père (aujourd'hui à la retraite), est responsable des ressources humaines au Crédit lyonnais et sa mère est directrice d'école ; il a deux frères aînés et un petit frère Hugo . Sa famille déménage ensuite en Loire-Atlantique pour des raisons professionnelles en août 2000. Valentin est aussitôt inscrit dans les rangs du club de football local, le Saint-Herblain Olympic Club. Issu d'une famille de supporters de l'Olympique lyonnais, il rejoint la Jonelière, centre de formation du FC Nantes, dès septembre 2001 après avoir passé un essai. Il se prend alors d'affection pour les Jaunes et Verts dont il assiste régulièrement aux rencontres à domicile au sein de la Tribune Loire, en compagnie de ses frères. Il dispute ensuite ses premiers matchs au niveau national avec les U17. En parallèle de son cursus sportif, Valentin obtient son Bac ES avec mention Bien, en 2012 puis s'engage dans une formation de BTS MUC qu'il arrête au bout d'un an.

### Carrière professionnelle

#### FC Nantes

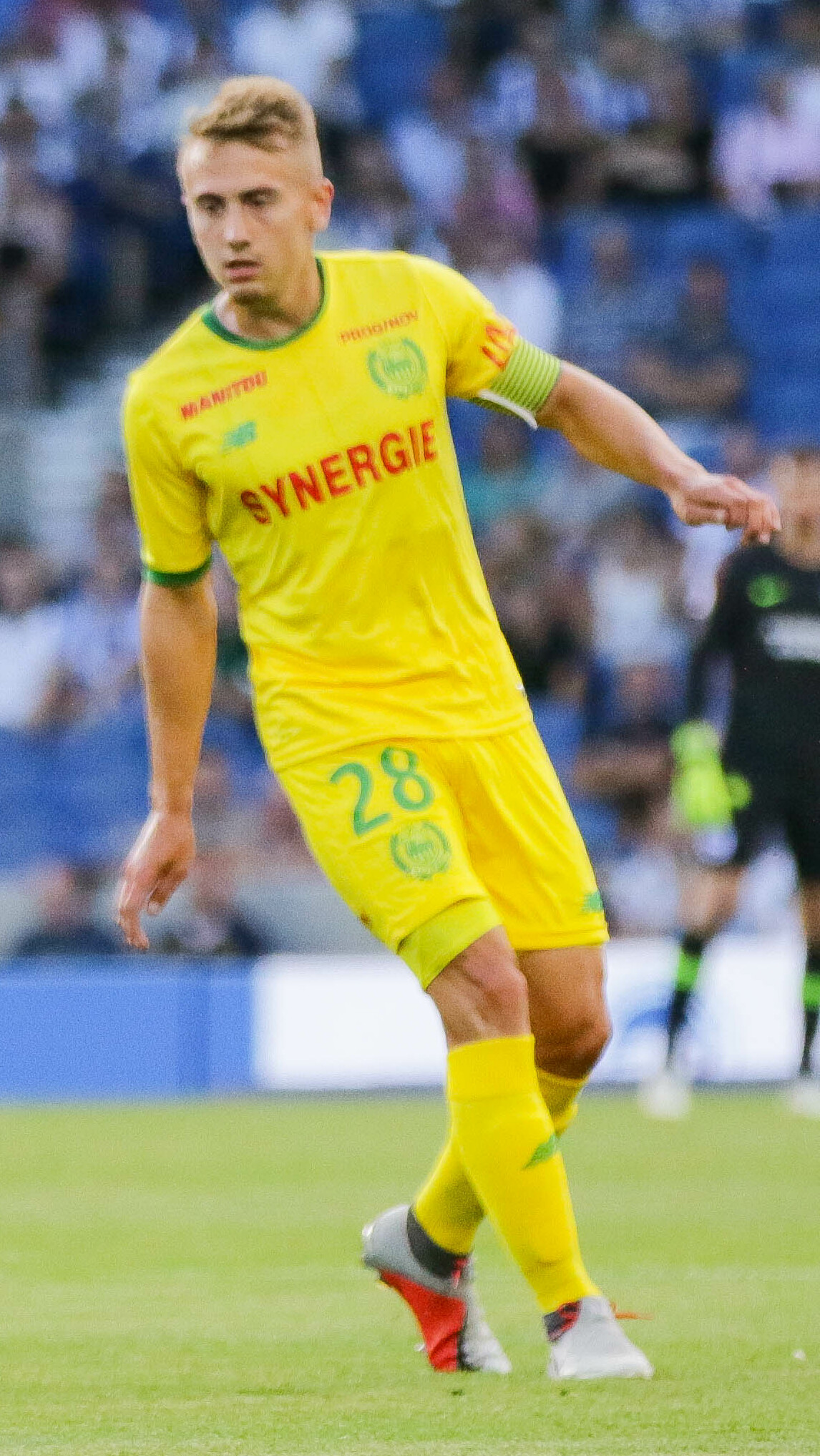
Rongier avec le FC Nantes en 2018.

En juin 2014, Valentin signe son premier contrat professionnel avec le FC Nantes pour une durée de trois saisons, puis dès le mois suivant il participe à son premier stage de pré-saison avec le groupe professionnel. À cette occasion, son bizutage consiste à chanter une chanson de son choix. Il s'exécute en interprétant le titre Ave Cesaria de Stromae. Rongier fait ses débuts avec Nantes en Ligue 1 le 18 octobre 2014 contre le Stade de Reims (1-1), match au cours duquel il remplace Lucas Deaux après 78 minutes de jeu. Il inscrit son premier but en pro contre le Club franciscain (DH Martinique) en 32e de finale de Coupe de France, le 3 janvier 2015. Le 24 juin 2015, il prolonge d'une saison son contrat avec les Canaris qui courait jusqu'à l'été 2017. C'est au cours du match au stade de la Beaujoire opposant son équipe contre l'ES Troyes AC (3-0, 17 octobre 2015) comptant pour la 10e journée que Valentin Rongier ouvre pour la première fois son compteur de buts en Ligue 1. Blessé au genou droit et sorti sur civière lors du match de championnat suivant à Caen (2-0, 24 octobre 2015), on le pense tout d'abord victime d'une simple entorse avant qu'un diagnostic plus poussé ne révèle une rupture du ligament croisé; et par conséquent une indisponibilité avoisinant les six mois. Le 11 mars 2016, alors qu'il poursuit sa rééducation, il prolonge au sein de la Maison Jaune jusqu'en juin 2020, il déclare à cette occasion : « Je suis blessé et le club vient vers moi pour prolonger mon contrat. C'est un geste fort, une belle marque de confiance »,.
En avril 2016, il fait partie d'une liste de 58 joueurs sélectionnables en équipe de Bretagne, dévoilée par Raymond Domenech qui en est le nouveau sélectionneur.
Après une excellente fin de saison 2016-2017 et une revalorisation salariale, il est élu meilleur tacleur de l'année des cinq grands championnats européens.
Lors de la saison 2018-2019, il est avec Maxime Dupé l'un des deux délégués syndicaux de l'UNFP au sein du FC Nantes.

#### Olympique de Marseille
À la fin du mercato d'été 2019, Rongier est pressenti à l'Olympique de Marseille pour pallier le départ de Luiz Gustavo. Le 1er septembre 2019, il se rend à Marseille où il passe sa visite médicale et enregistre des vidéos promotionnelles. Néanmoins, aucun accord n'est trouvé entre les deux clubs pour le milieu de terrain et le transfert est ajourné,. Le lendemain, après plusieurs heures de négociations, Rongier signe officiellement au club phocéen un contrat de cinq ans pour un montant de treize millions d'euros plus quatre de bonus. Il arrive en qualité de joker, une règle de transfert qui permet à un club français d'acheter un seul joueur évoluant dans le pays après la fin du mercato.
Rongier dispute son premier match pour Marseille le 15 septembre 2019 en remplaçant Morgan Sanson durant une victoire contre l'AS Monaco (3-4).
Lors de la saison 2021-2022, il est replacé par l'entraineur Jorge Sampaoli dans un rôle hybride de latéral droit et milieu de terrain, dans lequel il brillera par ses performances.
La saison 2022-2023 lui permet de retrouver un poste de milieu défensif-relayeur sous les ordres d'Igor Tudor. Le 16 octobre 2022, il est capitaine à l'occasion du 103e Olympique de Marseille - Paris Saint-Germain.
Capitaine en début de saison 2023-2024, il subit une fracture de la rotule au genou gauche en novembre lors d'un match contre le LOSC Lille, ce qui le rend absent des terrains pour une période estimée à trois mois, il ne retrouve cependant plus les terrains de la saison.

#### Stade rennais FC
Le 21 juillet 2025, après six saisons passées chez les Phocéens, Valentin Rongier quitte l'Olympique de Marseille,. Il s'engage avec le Stade rennais FC en paraphant un contrat de trois ans, soit jusqu'en juin 2028,,. Première recrue Rouge et Noir de ce mercato estival, le montant du transfert est estimé à 5,5 millions d'euros,,. Ancien joueur du FC Nantes, son transfert déclenche une polémique, le Roazhon Celtic Kop (RCK) qui est le principal groupe de supporters rennais lui reprochant notamment ses anciennes déclarations concernant le club alors qu’il évoluait avec les Canaris, équipe rivale du Stade rennais FC,.  
Le 15 août 2025, il dispute son premier match sous ses nouvelles couleurs lors de la 1re journée de championnat contre l'Olympique de Marseille lors d'une victoire un but à zéro,,. Nommé capitaine de l'équipe bretonne par Habib Beye, deux banderoles hostiles à son encontre sont déployées par ses propres supporters,,. Suite à sa performance, il est nommé dans l’équipe type de la 1re journée par le journal L'Équipe avec une notre de 7/10, accompagné de son coéquipier Quentin Merlin et de son entraîneur Habib Beye,.

## Statistiques

### En club
| Saison                | Club                   | Championnat           | Championnat | Championnat | Championnat | Coupe(s) nationale(s) | Coupe(s) nationale(s) | Coupe(s) nationale(s) | Supercoupe | Supercoupe | Supercoupe | Compétition(s) continentale(s) | Compétition(s) continentale(s) | Compétition(s) continentale(s) | Compétition(s) continentale(s) | Total | Total | Total |
| Saison                | Club                   | Division              | M.          | B.          | P.d.        | M.                    | B.                    | P.d.                  | M.         | B.         | P.d.       | Comp.                          | M.                             | B.                             | P.d.                           | M.    | B.    | P.d.  |
| 2014-2015             | FC Nantes              | Ligue 1               | 6           | 0           | 1           | 2                     | 1                     | 0                     | -          | -          | -          | -                              | -                              | -                              | -                              | 8     | 1     | 1     |
| 2015-2016             | FC Nantes              | Ligue 1               | 11          | 1           | 1           | -                     | -                     | -                     | -          | -          | -          | -                              | -                              | -                              | -                              | 11    | 1     | 1     |
| 2016-2017             | FC Nantes              | Ligue 1               | 31          | 2           | 1           | 4                     | 0                     | 0                     | -          | -          | -          | -                              | -                              | -                              | -                              | 35    | 2     | 1     |
| 2017-2018             | FC Nantes              | Ligue 1               | 32          | 1           | 2           | 3                     | 1                     | 0                     | -          | -          | -          | -                              | -                              | -                              | -                              | 35    | 2     | 2     |
| 2018-2019             | FC Nantes              | Ligue 1               | 36          | 4           | 5           | 7                     | 0                     | 1                     | -          | -          | -          | -                              | -                              | -                              | -                              | 43    | 4     | 6     |
| 2019-2020             | FC Nantes              | Ligue 1               | 3           | 0           | 1           | -                     | -                     | -                     | -          | -          | -          | -                              | -                              | -                              | -                              | 3     | 0     | 1     |
| Sous-total            | Sous-total             | Sous-total            | 119         | 8           | 11          | 16                    | 2                     | 1                     | -          | -          | -          | -                              | -                              | -                              | -                              | 135   | 10    | 12    |
| 2019-2020             | Olympique de Marseille | Ligue 1               | 23          | 0           | 2           | 5                     | 0                     | 2                     | -          | -          | -          | -                              | -                              | -                              | -                              | 28    | 0     | 4     |
| 2020-2021             | Olympique de Marseille | Ligue 1               | 26          | 1           | 2           | 1                     | 0                     | 0                     | 1          | 0          | 0          | C1                             | 6                              | 0                              | 0                              | 34    | 1     | 2     |
| 2021-2022             | Olympique de Marseille | Ligue 1               | 32          | 0           | 1           | 3                     | 0                     | 0                     | -          | -          | -          | C3+C4                          | 4+7                            | 0+1                            | 0                              | 46    | 1     | 1     |
| 2022-2023             | Olympique de Marseille | Ligue 1               | 36          | 1           | 2           | 4                     | 0                     | 0                     | -          | -          | -          | C1                             | 6                              | 0                              | 0                              | 46    | 1     | 2     |
| 2023-2024             | Olympique de Marseille | Ligue 1               | 10          | 0           | 0           | -                     | -                     | -                     | -          | -          | -          | C1+C3                          | 2+3                            | 0                              | 0                              | 15    | 0     | 0     |
| 2024-2025             | Olympique de Marseille | Ligue 1               | 25          | 3           | 1           | 2                     | 0                     | 0                     | -          | -          | -          | -                              | -                              | -                              | -                              | 27    | 3     | 1     |
| Sous-total            | Sous-total             | Sous-total            | 152         | 5           | 8           | 15                    | 0                     | 2                     | 1          | 0          | 0          | -                              | 28                             | 1                              | 0                              | 196   | 6     | 10    |
| 2025-2026             | Stade rennais FC       | Ligue 1               | 1           | 0           | 0           | -                     | -                     | -                     | -          | -          | -          | -                              | -                              | -                              | -                              | 1     | 0     | 0     |
| Total sur la carrière | Total sur la carrière  | Total sur la carrière | 272         | 13          | 19          | 31                    | 2                     | 3                     | 1          | 0          | 0          | -                              | 28                             | 1                              | 0                              | 332   | 16    | 22    |

## Palmarès

### En club
Avec l'Olympique de Marseille, Valentin Rongier est vice-champion de France en 2020, 2022 et 2025. Il est également finaliste du Trophée des champions en 2020.
| Olympique de Marseille                                                                                    |
| --- |
| - Championnat de France - Vice-champion : 2020, 2022 et 2025. - Trophée des champions - Finaliste : 2020. |

### Distinctions personnelles
Avec le FC Nantes, il est meilleur tacleur des cinq grands championnats européens lors de la saison 2016-2017.
Avec l’Olympique de Marseille, il est élu olympien du mois d’octobre 2019. Il est élu olympien du match contre le Toulouse FC le 24 novembre 2019 et homme du match contre le RC Strasbourg le 20 octobre 2019. Il est membre de l'équipe-type de Ligue 1 en 2023.